# Odörfer Kristóf
Odörfer Kristóf György (Pozsony, 1858. január 5. - Bled, 1901. augusztus 12.) főreáliskolai tanár.

## Élete
Odörfer Károly és Emilie Röder fia.
Pozsonyban végezte gimnáziumi tanulmányait, ahol 1877-ben végzett a líceumban. Az egyetemet Bécsben végezte. 1887-ben szerzett középiskolai tanári képesítést Budapesten német és latin nyelvből. 1881-től tanított Sopronban, ahol igazgató is lett. 1892-től a pozsonyi főreáliskolában lett tanár, ahol a magyar, német, latin nyelvet, történelmet és földrajzot, illetve a kereskedelmi akadémián 1885-től a német nyelvet tanította. A pozsonyi Izraelita polgári fiúiskolában történelmet tanított. Egy kirándulás alkalmával hegymászó (Erna Prst) balesetben hunyt el.
A pozsonyi nyilvános könyvtár könyvtárnoka volt. Két lánya maradt.
Pedagógiai, szépirodalmi, bölcseleti és tanügyi cikkeket írt a soproni Lühne-féle gimnázium Értesítőjébe, bel- és külföldi folyóiratokba, így a Schrattenthal-féle Frauenzeitungba is.

## Művei
- 1886 A nevelő és a büntetés. Soproni Gimnázium Értesítője.
- 1887 Nehány szó a magánintézetekről. Soproni Gimnázium Értesítője.